# Roswell G. Horr

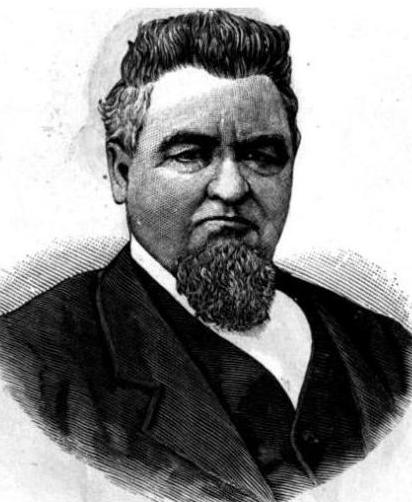
Roswell G. Horr

Roswell Gilbert Horr (* 26. November 1830 in Waitsfield, Washington County, Vermont; † 19. Dezember 1896 in Plainfield, New Jersey) war ein US-amerikanischer Politiker. Zwischen 1879 und 1885 vertrat er den Bundesstaat Michigan im US-Repräsentantenhaus.

## Werdegang
Im Jahr 1834 zog Roswell Horr mit seinen Eltern in das Lorain County in Ohio, wo er die öffentlichen Schulen besuchte. Danach studierte er bis 1857 am Antioch College in Yellow Springs. Zwischen 1857 und 1862 war er Verwaltungsangestellter am Gericht des Lorain County. Nach einem Jurastudium und seiner im Jahr 1862 erfolgten Zulassung als Rechtsanwalt begann er in Elyria in seinem neuen Beruf zu  arbeiten. Im Jahr 1866 zog er in das südöstliche Missouri, wo er sechs Jahre lang im Bergbau tätig war. 1872 ließ er sich in East Saginaw (Michigan) nieder und schlug dort als Mitglied der Republikanischen Partei eine politische Laufbahn ein.
Bei den Kongresswahlen des Jahres 1878 wurde er im achten Wahlbezirk von Michigan in das US-Repräsentantenhaus in Washington, D.C. gewählt, wo er am 4. März 1879 die Nachfolge von Charles C. Ellsworth antrat. Nach zwei Wiederwahlen konnte er bis zum 3. März 1885 drei Legislaturperioden im Kongress absolvieren. Im Juni 1884 war er Delegierter zur Republican National Convention in Chicago, auf der James G. Blaine als Präsidentschaftskandidat nominiert wurde. In den Jahren 1884 und 1886 unterlag Horr bei den Wahlen jeweils dem Demokraten Timothy E. Tarsney.
1890 zog Roswell Horr nach New York City, wo er bis zu seinem Tod zur Redaktion der New York Tribune gehörte. Er starb am 19. Dezember 1896 in Plainfield und wurde in Wellington (Ohio) beigesetzt.